# Berberis globosa
Berberis globosa är en berberisväxtart som beskrevs av George Bentham. Berberis globosa ingår i släktet berberisar, och familjen berberisväxter. Inga underarter finns listade i Catalogue of Life.